# Canopy Growth Corporation
Canopy Growth Corporation (до 2015 года Tweed Marijuana Inc.) — канадская компания по производству медицинской марихуаны из Смитс-Фолс, Онтарио. 

## Описание
Компания Tweed была основана Брюсом Линтоном (Bruce Linton) и Чаком Рифичи (Chuck Rifici) в 2013 году. В 2015 году компания была переименована в Canopy Growth Corporation после слияния с Bedrocan Canada.
С точки зрения рыночной капитализации капитализации Canopy Growth является крупнейшей в мире корпорацией в отрасли. В декабре 2018 года компания Canopy Growth приобрела Tuttlinger Storz & Bickel за 145 миллионов евро. В мае 2019 года компания Canopy Growth приобрела подразделение каннабиноидов Bionorica C3 за 225,9 миллиона евро с офисами в Ноймаркте и Франкфурте.

## За пределами Канады
Помимо деятельности в Канаде, компания Canopy Growth заключила партнёрское соглашение в Испании с фармацевтической компанией Alcaliber S.A., владеет немецкой дочерней компанией Spectrum Therapeutics GmbH, которая импортирует медицинский каннабис, и сотрудничает с производителем медицинского каннабиса Spectrum Cannabis Denmark ApS. Компания также занимается бизнесом на Ямайке, в Чили, Перу и Бразилии, а также в Австралии. В 2018 году компания приобрела чешского дистрибьютора Annabis Medical и африканского поставщика медицинской марихуаны Daddy Cann Lesotho. В феврале 2019 года компания Canopy заключила партнёрское соглашение с Фондом Бекли для распространения медицинской конопли в Великобритании.